# روبرت سترينج
روبرت سترينج هو محامي وقاضي وسياسي أمريكي، ولد في 20 سبتمبر 1796 في Manchester, Richmond, Virginia ‏ في الولايات المتحدة، وتوفي في 19 فبراير 1854 في فاييتفيل في الولايات المتحدة. نشط حزبياً في الحزب الديمقراطي.

## مناصب
- انتخب عضو مجلس الشيوخ الأمريكي [الإنجليزية]‏ عن دائرة North Carolina Class 3 senate seat ‏ وقد انضم خلال فترته النيابية [الإنجليزية]‏ (4 مارس 1839 – 16 نوفمبر 1840) للكتلة البرلمانية الحزب الديمقراطي.
- انتخب عضو مجلس الشيوخ الأمريكي [الإنجليزية]‏ عن دائرة North Carolina Class 3 senate seat ‏ وقد انضم خلال فترته النيابية [الإنجليزية]‏ (4 مارس 1837 – 4 مارس 1839) للكتلة البرلمانية الحزب الديمقراطي.
- انتخب عضو مجلس الشيوخ الأمريكي [الإنجليزية]‏ عن دائرة North Carolina Class 3 senate seat ‏ خلال فترته النيابية [الإنجليزية]‏ (5 ديسمبر 1836 – 4 مارس 1837).
- انتخب عضو مجلس نواب كارولينا الشمالية  [لغات أخرى]‏ (1821 – 1823).
- انتخب عضو مجلس الشيوخ الأمريكي [الإنجليزية]‏ (5 ديسمبر 1836 – 16 نوفمبر 1840).